# Parlamento algerino
Il parlamento algerino è il parlamento bicamerale dell'Algeria.
Sono costituite da due rami: la camera alta è il Consiglio della Nazione e la camera bassa è l'Assemblea popolare nazionale.